# 江庸
江 庸（こう よう）は、清末、中華民国、中華人民共和国の法律家。北京政府、国民政府において、法律の専門家として名声を博した人物である。字は翊雲、逸雲。号は趨庭、澹盪閣主。

## 事績

### 清末民初の活動
21歳で四川省の成都中西学堂英文班に入学する。1901年（光緒27年）、日本に留学し、成城学校を経て早稲田大学高等師範部法制経済科に入学、1906年（光緒32年・明治39年）に卒業した。帰国し、直隷法律館法科教習（教官）、公立北洋政法学堂教習をつとめた。
まもなく、法律総裁沈家本の招聘を受けて、修訂法律館専任纂修となり、さらに公立京師法政学堂総吸収、学部参事、法律館協修、大理院詳讞処推事などを歴任した。1908年（光緒34年）、法科挙人となる。翌年には京師法律学堂監督に任じられた。
中華民国成立後も、引き続き大理院推事となる。1912年（民国元年）9月、公立法政専門学校校長に就任し、その後、京師高等審判庁庁長に異動した。翌年9月、北京政府の司法部次長に就任した。1916年（民国5年）8月、段祺瑞内閣において代理司法総長に就任する（翌年6月より署理）。一時中断期間があったものの、1918年（民国7年）3月までその地位にあった。
同年5月、駐日本中国中学生監督となる。1920年（民国9年)7月、修訂法律館総裁となった。1923年（民国12年）12月、収賄事件で無罪判決を受けた羅文幹を再度収監に追い込んだ司法総長程克に抗議し、江庸は辞職した（詳細は羅文幹の項を参照）。

### 下野後の活動
以後、江庸は主に在野に活動舞台を移す。北京において週刊誌『法律公論』を創刊したほか、国立北京政法大学校長、私立北京朝陽大学校長などをつとめた。国民政府成立後には法政委員会委員となっている。
1938年（民国27年）から4期にわたって国民参政会参政員に選出された。1947年（民国36年）、国民大会代表に当選する。翌年7月には司法院大法官に任命された。1949年（民国38年）2月、総統代理・李宗仁の命により、江庸は顔恵慶とともに北平に向かい、中国共産党との和平交渉を行った。
中華人民共和国が成立した後も、江庸は上海にとどまった。中国人民政治協商会議全国委員会委員、政務院法律委員会委員などをつとめている。1953年8月、上海文史館副館長に任命された。翌年には第1期全国人民代表大会代表に選出されている。
1960年2月9日、上海にて病没。享年84。